# Garbage (Autechre)
Garbage è un EP del duo di musica elettronica britannico Autechre, pubblicato nel 1995.

## Tracce
1. Garbagemx – 14:11
2. PIOBmx – 7:37
3. Bronchusevenmx – 9:44
4. VLetrmx – 8:27

## Formazione
- Sean Booth
- Rob Brown